# Съли Ерна
Салваторе Пол Ерна (на английски: Salvatore Paul „Sully“ Erna) или по-известен като Съли Ерна, роден на 7 февруари 1968 г. в Лоурънс, Масачузетс, е вокалист и основен текстописец на метъл групата Godsmack. Ерна също свири на китара и барабани по време на концертите и при записа на албумите на групата. Той има дъщеря – Скайлър Бруук Ерна и по-голяма сестра – Мария.Води интензивен живот, борейки се с депресия, създава фондацията The Scars Foundation. 

## Биография
Съли започва да свири на барабани, когато е на 3 години. Баща му, Салваторе Ерна, бил тромпетист и репетирал в мазето на къщата им, където Съли го гледал как свири и заспивал в празен калъф за китара. На 13 години Съли открива, че му е по-лесно да слуша една песен и после да я изсвири, отколкото да чете нотите. Той спира да ходи на уроци и започва да репетира вкъщи, слушайки записи на Aerosmith, Led Zeppelin, Motorhead и Rush. Съли Ерна е бил буен в тинейджърските си години, сменял е дозина училища. Той създава групата Godsmack, заедно с негов близък приятел-Тони (китара). В началото на групата, Съли е с идеята да бъде барабанист, но впоследствие не намира вокалист, който да има една особенна дрезгавост на гласа, която Съли търси, той самия решава да се пробва за вокал на групата, въпреки че никога не е пял. В крайна сметка остава вокал на групата. Много голяма част от живота си, Ерна е прекарал в сериозна депресия. С години се бори със състоянието си, за което пише подробно в автобиографията си. Създава фондацията The Scars Foundation. В албуми от различни години, може да се наблюдават моментите, в които той е в интензивна депресия, моменти в които се бори с нея, такива в които отново се връща назад, в автобиографията му той споделя и историята зад определени песни и албуми.

## Музика

### Музикална кариера
На 14-годишна възраст, Съли Ерна започва да взима уроци при Дейв Воус. През 1993 г. той прави първия си запис с групата Strip Mind. Дебютният им албум (What’s in Your Mouth) се продава в по-малко от 50 000 копия. Малко след това групата се разпада. На концертите на Godsmack Съли свири на тъпан и на барабани. Той прави и дует с барабаниста на групата, Шанън Ларкин. Песента се казва „Batalla des los Tambores“. Тя става и главен елемент от изпълненията на живо на групата. Съли Ерна също свири и на хармоника – в песента „Shine Down“.
През 2005 г. Съли участва в конкурса „Битката на бандите в Ню Хемпшир“ (Hampshire's Battle of the Bands Competition). Победителят е групата Zion. Наградата е възможност за запис в звукозаписната компания на Съли.
През 2009 г. излиза информация, че през 2010 г. Съли Ерна ще издаде самостоятелен албум, в който песните няма да бъдат толкова „тежки“, колкото песните на Godsmack. 

### Самостоятелна кариера
Пред интернет сайта Glam-Metal.com Съли споделя, че първото му солово изпълнение е било „невероятно изнервящо“. Той допълва: „На първото си изпълнение бях наистина нервен. Честно, не съм бил толкова нервен от, не знам, може би когато бях на 10 години и участвах на шоу за таланти“. Съли Ерна започва своето солово акустично турне на 1 май 2010 г. при Ниагарския водопад и го завършва на 31 май 2010 г. в Лас Вегас. Концертите включват песни на Godsmack няколко оригинални парчета и кавъри на групи от Бийтълс до Alice in Chains. На въпроса как е подбрал песните за концертите Съли отговаря: „Исках да включа няколко оригинала и няколко песни, които написах и не мислех, че ще са подходящи за запис с Godsmack.“ За пример дава две от песните си – „Eyes of a child“ и „Until Then“. Двете са най-емоционалната част от концертите. Първата е за децата, родени или починали от СПИН, а другата е в чест на американските войници.
Пред „Пулсът на радиото“ Ерна споделя, че тези изяви са добър начин да изпробва песни, които може и да не пасват на стила на групата Godsmack. „Ние всички сме музиканти и обичаме да пишем музика и не е задължително да е рок. Вие знаете, че когато съм си вкъщи и свиря някаква песен на пианото, не е задължително тя да пасва на Godsmack. Това не означава, че не искам да я запиша.“ казва той. На 4 март 2009 г. сайтът Blabbermouth.net съобщава, че Съли Ерна е завършил първия си солов албум. Ерна описва албума като много различен от нещата, които е правил дотогава. В записа на албума участват Лиза Гайър – вокали, Ирина Чиркова от България – виолончело, Нейл Грегъри от Ирландия – перкусии, Крис Лестър и Тим Териът.
Първият самостоятелен албум на Съли Ерна се казва Авалон и излиза в продажба на 14 септември 2010 г.
Вторият самостоятелен албум – Hometown Life излиза през 2016 г.
През 2016 г. Съли идва в България за два акустични концерта, двата в един ден и напълно разпродадени. През престоя си също така снима филм с Асен Блатечки, носещ името „Бензин“.

### Работа по музиката към филма „Непобедимите“
Съли Ерна заявява пред Atisan News Service във видео интервю, че трябва да запише песен, наречена „Devil’s Swing“ за филма на Силвестър Сталоун – „Непобедимите“, с участието на Джейсън Стейтъм, Джет Лий и Мики Рурк. По-късно се оказва, че песента няма да бъде включена в музиката към филма, защото сцената, в която тя трябва да звучи, е променена и крайната версия няма да пасва добре с песента, но въпреки всичко „Sinner's Prayer“ е избрана да звучи при отварящата сцена на филма.

### „Пътищата, които избираме“
Ерна издава мемоари, наречени „Пътищата, които избираме“ на рождения си ден на 7 февруари 2007 г. Книгата проследява първите 30 години от живота му, в които започва да свири с Godsmack. С нея Съли Ерна се надява да вдъхнови всички, които се борят да се измъкнат от лошия живот. Той твърди: „Всички сме хора и никой не е се родил рок звезда“.
Книгата се продава в 100 000 броя в първия месец от излизането си и стига до 300 000 копия.

## Друго

### Покер
През 2006 г. Съли Ерна участва в Световните покер серии, които се излъчват по телевизия ESPN. Той завършва на 713-о място от 8773 участника и спечелва 17 730 долара.
През 2007 г. отново участва на турнира и става 237-и от 6358 участника, което му донася 45 422 долара. На турнира в Беладжио – Diamond World Poker Classic, той губи от Си Джей Тран и остава втори, но печели 307 325 долара.

## Филмография
- Бензин (2017) – Хичхайкър (Стопаджията)

## Музикални инструменти

### Китари
- Zemaitis Guitars
- Gibson Les Paul Guitars
- Takamine Acoustic Guitars
- Ovation Acoustic and Electric Guitars
- Dunlop Picks
- GHS Strings
- Marshall Amps
- Diezel Amps

### Барабани
Акустични барабани: Yamaha Oak Customs
- BBD-1122T 24 x 18 Bass Drum
- BTT-1110 10 x 9 Tom
- BTT-1112 12 x 10 Tom
- BFT-1116 16 x 16 Floor Tom
- BFT-1118 18 x 16 Floor Tom
- SD-455PL 14 x 5.5 Paul Leim Sig. Snare Drum

Hardcore:
- 7 CS-845
- HS-950
- 2 SS-940
- DS-840
- DFP-9310
- TH-945

Cymbals:Sabian
Vic Firth Sticks

### Хармоника
- Lee Oskar Harmonica